# Anapoima
Anapoima – miasto w Kolumbii, w departamencie Cundinamarca.